# Singra
Singra (aragónul Cingla) község Spanyolországban, Teruel tartományban. Singra Alba, Aguatón, Torrelacárcel, Villafranca del Campo és Bueña községekkel határos. Lakosainak száma 75 fő (2024).

## Népesség
A település népessége az utóbbi években az alábbiak szerint változott:
| Lakosok száma | 93   | 94   | 98   | 95   | 84   | 76   | 79   | 75   | 80   | 75   |
|               | 2001 | 2004 | 2007 | 2009 | 2012 | 2014 | 2017 | 2019 | 2022 | 2024 |